# Тома Пікетті
Тома́ Пікетті́ (фр. Thomas Piketty, [tɔˈma pikɛˈti]; нар. 7 травня 1971) — французький економіст, працює над нерівністю достатку і доходів. Професор (directeur d'études) Школи вищих досліджень у галузі соціальних наук (École des hautes études en sciences sociales, EHESS), професор Паризької школи економіки, почесний професор (centennial professor) Лондонської школи економіки.
Автор бестселера «Капітал у двадцять першому столітті» (Capital in the Twenty-First Century, 2013), у якому підкреслюються теми його роботи над концентрацією та розподілом достатку за останні 250 років. Книга стверджує, що рівень повернення капіталу у розвинених країнах постійно вищий, ніж рівень економічного зростання, що спричинить збільшення нерівності достатку у майбутньому. Він вважає це проблемою, з якою можна боротися перерозподілом через прогресивний глобальний податок на достаток.

## Біографія
Пікетті народився 7 травня 1971 року у паризькому передмісті Кліші. Отримав диплом про завершення середньої освіти (baccalauréat) наукового профілю і після підготовчих класів вступив до Вищої нормальної школи (ENS) у віці 18 років, де вивчав математику та економіку. У 22 роки Пікетті отримав ступінь PhD за дисертацію на тему розподілу достатку, яку він написав у EHESS та Лондонській школі економіки під керівництвом Роже Ґеснері й отримав премію Французької економічної асоціації за найкращу дисертацію року.
Після отримання PhD Пікетті з 1993 по 1995 рік викладав на департаменті економіки у Массачусетський технологічному інституті. У 1995 році приєднався до французького Національного центру наукових досліджень (CNRS) як дослідник, а у 2000 році став професором (directeur d'études) EHESS.
У 2002 році Пікетті отримав премію як найкращий молодий економіст Франції і станом на 11 листопада 2003 року був членом наукової ради асоціації À gauche, en Europe, заснованої Мішелем Рокаром і Домініком Стросс-Каном.
У 2006 році став першим головою Паризької школи економіки, яку допомагав організовувати. Через кілька місяців залишив цей пост на користь посади економічного радника Сеголен Руаяль, кандидата від Соціалістичної партії на президентських виборах 2007 року. Продовжив викладати у EHESS та Паризькій школі економіки у 2007.
Веде колонку у французькій газеті Libération, інколи пише авторські коментарі для Le Monde.
У квітні 2012 року Пікетті та 42 його колег написали спільного відкритого листа на підтримку Франсуа Олланда. У травні Олланд виграв президентські вибори, змінивши Ніколя Саркозі.
У 2013 році Пікетті отримав дворічну Yrjö Jahnsson Award як економіст до 45 років, який «зробив внесок у теоретичне і прикладне дослідження, що є визначним для вивчення економіки у Європі».
У січні 2015 він відмовився від французького Ордену Почесного легіону, яким був нагороджений за рішенням президента Франсуа Олланда. «Я не вважаю, що уряд повинен вирішувати, хто заслуговує такі нагороди», - заявив Пікетті. Він висловив думку, що владі було б краще активізувати роботу по відновленню зростання економіки Франції, ніж присуджувати такі нагороди.
У жовтні 2021 року Томас Пікетті заявив про вживану валюту у франкомовній Західній Африці та у франкомовній Центральній Африці "Продовжувати говорити у 2021 році про франк КФА, це є формою аномалії". Франк КФА є дуже поганою валютою.

## Дослідження
Пікетті спеціалізується на економічній нерівності, застосовуючи історичний та статистичний підхід. У своїх роботах він розглядає рівень накопичення капіталу порівняно з економічним зростанням впродовж двохсот років — від XIX століття до сьогодні. Його оригінальне використання податкової статистики дозволило зібрати дані щодо економічних еліт, які раніше не вивчалися докладно, і встановити їх рівень акумуляції достатку, у тому числі порівняно з рештою суспільства та економікою.
Остання його книга, Капітал у XXI столітті (книга), спирається на економічні дані за 250 років і показує, що постійне зростання концентрації доходів не є саморегульованим. Він пропонує перерозподіл через прогресивний глобальний податок на достаток. У своїй книзі Пікетті на прикладі Європи і США він розглядає концепції розвитку капіталу від XVIII століття й до сьогодні. Усі свої ідеї підкріплює розрахунками, елементарними та усім зрозумілими формулами, навіть прикладами з класичного та сучасного мистецтва.
«Капітал у XXI столітті» названо книгою року за версією Financial Times (2014), бестселером New York Times, а у світі станом на 2015 рік продано уже понад два мільйони примірників. Питання, які піднімає автор, зрозумілі читачеві, не знайомому з економічною абеткою. Українською книга вийшла 2016-го року у київському видавництві Наш Формат у серії ICU Business books.